# K. Kiss József
K. Kiss József, Keresztesi (Keresztes, Fehér megye, 1843. október 15. – Debrecen, 1913. január 20.) református főiskolai tanár. 

## Élete
Keresztesi Kiss József fia. 1856-tól 1868-ig a pápai református főiskolában végezte a gimnáziumot és teológiát. 1869-71-ben Szilasbalháson akadémiai rektor volt; 1872-73-ban a gyönki református algimnáziumban a latin nyelv rendes tanára, 1874-81-ben a kunszentmiklósi nagy-gimnáziumban a matézis és fizika tanára, öt évig igazgató is volt. 1881 közepén a pápai református főiskolában a matézis és fizika szaktanára lett, ahonnét 1890-ben Debrecenbe hívták meg a fizikai tanszékre. Kora tudományos színvonalának megfelelően ismertette az elektromosságtanra vonatkozó elméletek és kísérletek fejlődését, s az akkori legmodernebb demonstrációs eszközeikel látta el a fizikaszertárat. A debrecen világítási vállalata felügyelő bizottságának is tagja volt. Azon az évben halt meg szervi szívbaj következtében, amikor a gimnázium új épületbe költözött át. Felesége Szentkirályi Tóth Erzsébet volt.
A Ludas Matyi élclapba 1872-73-ban írt tréfás apróságokat; cikkei a kunszentmiklósi nagygimnázium Értesítőjében, melyet 1876-tól 1881-ig szerkesztett (1880. Az iskola 1767-ben készített régi törvényei: leges in rationem alumnous scholae reformatorum K. Kunszentmiklósiensis, 1881. A gymnasiumban 1734 előtt tanított 22 rectornak, az 1735-68-ig tanított rectoroknak és az 1787-1854-ig alkalmazásban volt professoroknak névsora); a pápai reform. főiskola Értesítőjében (1883. Az atomelmélet történeti fejlődése.)
Neve előtt a K(eresztesi) betűt Pápán vette fel, ahol az iskolában egy másik Kiss József (komáromi) is tanult akkor.